# Fu Long

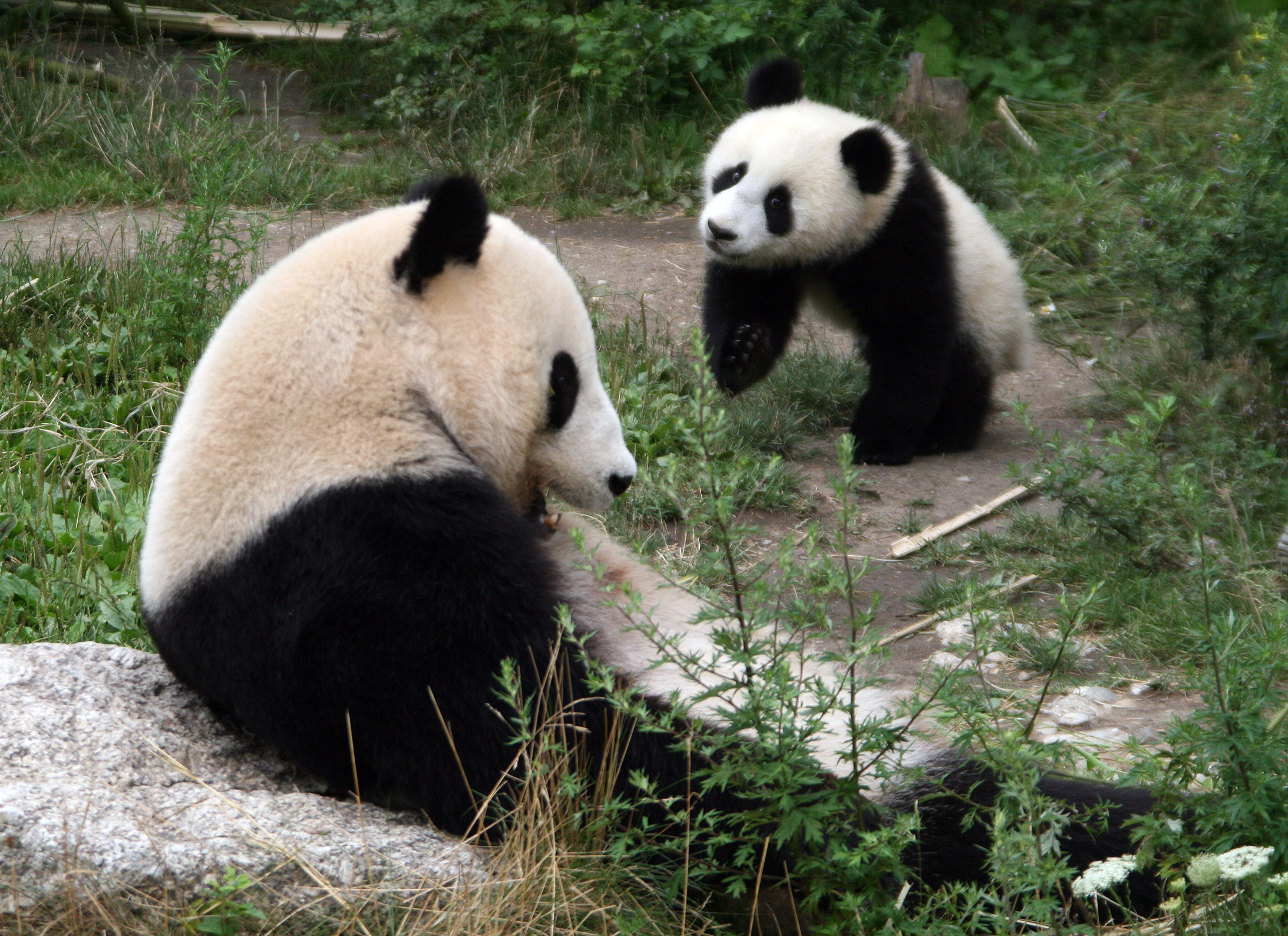
Yang Yang mit dem zehn Monate alten Fu Long (Juli 2008)

Fu Long (chinesisch 福龍 / 福龙, Pinyin Fúlóng, Jyutping Fuk1lung4 – „Glücklicher Drache, Glücksdrache“) ist ein Panda (Ailuropoda melanoleuca), der am 23. August 2007 im Wiener Tiergarten Schönbrunn zur Welt kam.

## Hintergrund
Das Pandajunge erreichte einen besonderen Bekanntheitsgrad, da sich Pandabären nur sehr selten in Gefangenschaft paaren. Fu Long ist erst der zweite Pandabär, der in Europa in Gefangenschaft zur Welt kam. Der erste im Jahr 1982 im Madrider Zoo war allerdings mit Hilfe von künstlicher Befruchtung zustande gekommen. Fu Long verließ den Tiergarten Schönbrunn am 18. November 2009 in Richtung China. Dort lebt „der glückliche Drache“ in der Pandazucht- und Forschungsstation Bifengxia. Er soll in ein paar Jahren selbst für Nachwuchs sorgen und im Sinne des Zuchtprogramms zur Erhaltung seiner Art beitragen.
Der kleine Panda erhielt Anfang Dezember 2007 von Wu Ken, dem chinesischen Botschafter in Österreich, im Rahmen einer Tiertaufe den Namen Fu Long verliehen. Das Tierkind, zu dessen Paten auch die damalige österreichische Außenministerin Ursula Plassnik zählt, verschlief die ganze Zeremonie. Ab Ende Jänner 2008 konnten auch die Besucher Schönbrunns wieder in das Innengehege, um den kleinen Panda zu beobachten.
Der ORF hatte dem Panda mit Panda TV eine eigene TV-Sendung gewidmet. Dadurch wurde er der Öffentlichkeit bekannt, obwohl er seine Wurfbox erst Ende Jänner 2008 verlassen hatte.
Wie im Vertrag mit der Volksrepublik China vereinbart, wurde Fu Long am 18. November 2009 in die Pandazucht- und Forschungsstation in Bifengxia, rund 150 Kilometer von Chengdu entfernt, übersiedelt.
Am 23. August 2010, auf den Tag genau drei Jahre nach der Geburt von Fu Long, hat seine Mutter Yang Yang ein weiteres Pandajunges geboren, welches auf den Namen Fu Hu getauft wurde. Fu Hu kam in weiterer Folge ebenfalls nach Bifengxia. Der am 14. August 2013 geborene Bruder Fu Bao kam im November 2015 ebenfalls nach China, dabei jedoch in die Pandastation von Dujiangyan, ehe er am 10. Jänner 2017 in die Öko-Tourismus-Station Sanjiang übersiedelte.
Anfang des Jahres 2015 bangte man noch um das Leben des Pandas, da zu dieser Zeit eine für Pandas oftmals tödliche Viruserkrankung ausgebrochen war.
Am 9. Dezember 2016 starb sein Vater Long Hui im Alter von 16 Jahren während einer Notuntersuchung, nachdem Tage zuvor ein Tumor aus seinem Bauchraum entfernt worden war. Erst im August desselben Jahres kamen die Zwillinge Fu Feng und Fu Ban und somit weitere Geschwister Fu Longs zur Welt.

## Namensgebung
Der Tiergarten Schönbrunn ließ über den Namen des Pandabären im Internet abstimmen. Über 26.000 Personen haben sich bei der Abstimmung beteiligt. Neben Fu Long standen die Namen Mei Yue („Schöne Musik“), Zhu Wa („Bambusbub“) und Hua Shan (einer der fünf heiligen Berge) zur Auswahl. Momentan ist ein Streit um die Marke „Fu Long“ ausgebrochen, da ein Deutscher bereits im Oktober 2007 diese im deutschen Patentamt schützen hat lassen.

## Trivia
Der österreichische Sänger Toni Knittel veröffentlichte im November 2007 ein Lied über den kleinen Panda mit dem Titel Fu Long, kleiner großer Pandabär, das inzwischen auch im KI.KA gesendet wurde.
Bei den Olympischen Sommerspielen 2008 in Peking hat das ZDF sein Maskottchen auf Fu Long getauft.